# Aranyera menuda
L'aranyera menuda (Arachnothera longirostra) és una espècie d'ocell de la família dels nectarínids (Nectariniidae) que habita boscos i terres de conreu del sud-oest, nord-est i est de l'Índia, sud-est del Nepal, Bangladesh, sud-oest de la Xina, Sumatra, i les illes d'al voltant, Borneo, illes Natuna i Java.

## Taxonomia
Fins fa poc es considerava que l'aranyera flamígera (Arachnothera flammifera) era part d'aquesta espècie.